# Moignelée
Moignelée (en wallon Mougnlêye) est une section de la commune belge de Sambreville située en Région wallonne dans la province de Namur.
C'était une commune à part entière avant la fusion des communes de 1977.

## Démographie
- Sources:INS, Rem:1831 jusqu'en 1970=recensements, 1976= nombre d'habitants au 31 décembre

## Patrimoine et culture

### Patrimoine architectural
- Eglise de l'Immaculée Conception. Datée de 1862, édifice de style éclectique[1].